# Martin Novotný
Martin Novotný (* 21. ledna 1972 Olomouc) je český politik, mezi lety 2013 a 2017 poslanec Poslanecké sněmovny Parlamentu České republiky. V letech 2006–2014 byl primátorem statutárního města Olomouc, od ledna 2014 do ledna 2016 byl místopředsedou ODS. V letech 2000–2001 byl místopředsedou občanského sdružení Mladí konzervativci.

## Osobní život
Narodil se 21. ledna 1972 v Olomouci. Chodil na Základní školu Zeyerova v Olomouci, odmaturoval na Slovanském gymnáziu. Po střední škole nastoupil na Filosofickou fakultu Univerzity Karlovy, avšak studium ukončil v pátém ročníku. V roce 1998 a 1999 byl na studijním pobytu v Austrálii. Zde se zaměřoval na anglický jazyk a ekonomii. Poté vyučoval anglický jazyk, v letech 2000 - 2001 pracoval jako poradce pro Poslaneckou sněmovnu Parlamentu ČR,
Martin Novotný je ženatý. S manželkou Martinou má dceru Alenu, z prvního manželství má dceru Ludmilu.

## Veřejné funkce
V roce 2000 a v roce 2001 byl poradcem místopředsedy Poslanecké sněmovny. V roce 2002 byl poprvé zvolen do Zastupitelstva města Olomouce. Do roku 2006 zastával funkci náměstka primátora a v roce 2006 byl sám zvolen primátorem. V roce 2008 byl zvolen zastupitelem Zastupitelstva Olomouckého kraje. V roce 2010 byl primátorem zvolen na druhé funkční období.
Ve volbách do Poslanecké sněmovny PČR v roce 2013 kandidoval v Olomouckém kraji jako krajský lídr ODS a byl zvolen poslancem. Následně po zvolení poslancem oznámil, že kvůli souběhu funkcí odstupuje z postu primátora Olomouce. Na funkci olomouckého primátora pak rezignoval k 1. březnu 2014.

## Stranické funkce
Martin Novotný je od roku 1996 členem Občanské demokratické strany. V letech 2000–2001 byl předsedou o. s. Mladí konzervativci. V roce 2001 byl zvolen předsedou MS ODS Olomouc-město, kterým je až do současnosti. V současné době je také předsedou Oblastního sdružení ODS Olomouc. V roce 2012 byl kongresem ODS zvolen do Výkonné rady ODS. Ve volbách v roce 2013 vedl kandidátku ODS v Olomouckém kraji.
Na 24. kongresu ODS 19. ledna 2014 byl ve třetím kole druhé volby zvolen místopředsedou strany, hlasovalo pro něj 227 delegátů. V lednu 2016 obhajoval na 27. kongresu ODS post místopředsedy strany, získal však pouze 160 hlasů od 463 delegátů (tj. 35 %) a v této funkci skončil. Ve volbách do Poslanecké sněmovny PČR v roce 2017 již nekandidoval.

## Profesní působení
Od roku 2018 je OSVČ, profesně se uvádí jako PR poradce a mediální konzultant.